# 博斯腾湖
博斯腾湖（羅馬化：Bost nuur），中国古称敦薨之浦，湖名来自维吾尔语意为绿洲，又名巴喀刺赤海、巴格拉什库勒（維吾爾語：باغراش كۆلى‎，拉丁维文：Baghrash Köli），位于中国新疆维吾尔自治区巴音郭楞蒙古自治州博湖县天山南坡焉耆盆地的东南部，塔里木盆地北缘，是中国最大的内陆淡水湖。湖面海拔1048米，面积1160平方千米，水深为8~15米，平均深度8.1米。

## 地质
博斯腾湖所在的焉耆盆地属于南天山造山带中的山间断陷盆地，地质历史可追溯至距今8亿年前的前震旦纪。自距今约250万年前的新第三纪末期开始，因新构造运动的影响，该地区发生了大规模的差异性升降运动。随着地壳的活动，博斯腾湖南缘的老断裂与北缘的新断裂带逐渐形成，博斯腾湖所在的区域开始强烈沉降，最终形成了今天的湖泊地貌。

## 水文
博斯腾湖由多个河流注入，以开都河为主要水源，以及清水河、孔雀河等河流。
湖区四周环绕着海拔2000至3000米的山地，地形北高南低，形成了山前洪积扇、冲积平原和湖积物分布区。

## 气候与生态
博斯腾湖地区属于典型的大陆性荒漠气候，冬季严寒，夏季炎热，气温年差较大。由于四周山脉的阻挡，海洋气流难以到达，导致降水稀少，蒸发量大。湖区年平均气温为8.2至11.5摄氏度，降水主要集中在5月至9月。湖区湿地是南北疆气候的过渡带，是中国重要的芦苇生产基地，也是新疆最大的渔业生产基地。

## 文化
《汉书·西域传》记载，焉耆国靠近的“近海”指的就是博斯腾湖。《水经注》中的“敦薨浦”以及《隋书》中关于鱼、盐、蒲、苇的记载，均与博斯腾湖有关。
博斯腾湖湖区风景秀丽，自然景观丰富多样。2004年，博斯腾湖被评为国家重点风景名胜区。2014年5月，博斯腾湖景区被评定为国家5A级旅游景区，是新疆地区的重要旅游目的地之一。